# Verebes Ernő
Verebes Ernő, Weisz (külföldön Ernst Verebes, Ernö Verebes) (New York, 1902. december 6. – Los Angeles, USA, 1971. június 13.) színész. Magyarországon, Németországban és az USA-ban élt és dolgozott. 

## Életpályája
Weisz Márk (1873–1912) ékszerész és Gelb Margit fia. 1902-ben született New Yorkban, de szüleivel visszatért Magyarországra. Rákosi Szidi színiiskoláját végezte el, majd 1920 és 1922 között a Blaha Lujza Színház tagja volt, de fellépett a Belvárosi Színházban is. 1922-ben A hetedik fátyol című filmmel kezdte meg filmes karrierjét, bár már gyerekként is feltűnt néhány kisebb szerepben. Hamarosan a német némafilmek népszerű főszereplőjévé vált Ernst Verebes néven.
Verebes Ernő egyike volt azoknak a színészeknek, akik hangjuknak és karizmájuknak köszönhetően zökkenőmentesen tudtak átállni a hangosfilmre. Később számos zenés- és szórakoztató filmben tűnt fel, többek között a Va Banque-ban (Gustaf Gründgens és Lil Dagover mellett), a Das Blaue vom Himmel című operettfilmben (zene: Ábrahám Pál, forgatókönyv: Billy Wilder), a Geheimnis der roten Katze című vígjátékban, illetve a Gräfin Mariza (zene: Kálmán Imre), a Viktoria und ihr Husar (zene: Ábrahám Pál) és a Die Blume von Hawaii (zene: Ábrahám Pál) című operettfilmekben. 1933-ig egyik filmet forgatta a másik után, majd a nácik hatalomra kerülését követően el kellett hagynia az országot. Ismét Magyarországra jött és operett táncoskomikus-szerepben lépett fel a Budai Színkörben, a Fővárosi Operettszínházban, a Városi Színházban és a Royal Revüszínházban. Miután az USA-ban született, így 1938-tól ott folytatta filmes karrierjét Ernő Verebes néven, ahol leginkább kisebb szerepekben tűnt fel. Soha nem érte el azt a népszerűségét mint amit Európában. Németországban és Magyarországon gyakran játszott nemeseket vagy tiszteket a vásznon, de az Egyesült Államokban főképp tipikus német férfiakat vagy akár SS-tisztet alakított. Kivételt képez ez alól Ernst Lubitsch Lenni vagy nem lenni (Sein oder Nichtsein) című filmje, amelyben ügyelőt alakított.
1945 szeptemberében hírt kapott arról, hogy anyja, Gelb Margit és nővére, Verebes Emmy 1944-ben egy szövetséges légitámadás során meghalt egy budapesti gyűjtőtáborban. Ez különösen tragikus volt számára, mivel amerikai állampolgárokként megmenekülhettek volna.
A második világháború után folytatta a szórakoztató filmekben való forgatást, de egyre kisebb szerepeket kapott. 1952-ben A víg özvegy című operett filmes adaptációjában egy pincért alakított (zene: Lehár Ferenc) anélkül, hogy felkerült volna a stáblistára. Hasonló volt a helyzet, amikor az 1953-ban bemutatott Houdini című filmben Prof. Alligari szerepét játszotta. Levonta a következtetést és 51 évesen visszavonult a filmes munkától. Utolsó éveit a Los Angeles-i Woodland Hillsben töltötte.

## Filmográfia (válogatás)
- 1915: Romlott emberek között
- 1916: Mire megvénülünk I-II.
- 1918–1919: Három pár cipő
- 1919: Twist Olivér
- 1920: Az V.-ik osztály
- 1922: Ludas Matyi
- 1922: Péntek este
- 1922: A hetedik fátyol (Der siebente Schleier)
- 1923: A 3 pofon
- 1924: Holnap kezdődik az élet
- 1924: Pál utcai fiúk
- 1925: Qualen der Nacht
- 1925: Der Mann im Sattel
- 1925: Gräfin Mariza
- 1926: Dürfen wir schweigen?
- 1926: Les Voleurs de gloire
- 1926: An der schönen blauen Donau
- 1926: Der Veilchenfresser
- 1926: Die Tragödie einer Ehe
- 1927: Der Bettelstudent
- 1927: Bigamie
- 1927: Der Geisterzug
- 1928: Noszty fiú esete Tóth Marival
- 1928: Cigányprímás
- 1929: Das Land ohne Frauen
- 1930: Zapfenstreich am Rhein
- 1930: Va Banque
- 1930: Die große Sehnsucht
- 1930: Das Lied ist aus
- 1930: Delikatessen
- 1930: In Wien hab’ ich einmal ein Mädel geliebt
- 1930: Die Czikosbaroneß
- 1930: Va banque
- 1930: Tingel-Tangel
- 1930: Ein Tango für Dich
- 1930: Die große Sehnsucht
- 1930: Die Marquise von Pompadour
- 1931: Zwei in einem Auto
- 1931: Die verliebte Firma
- 1931: Das Geheimnis der roten Katze
- 1931: Viktoria und ihr Husar
- 1931: Um eine Nasenlänge
- 1931: Der Tanzhusar
- 1931: Trara um Liebe
- 1931: Die Faschingsfee
- 1931: Walzerparadies
- 1931: Wenn die Soldaten
- 1931: Jeder fragt nach Erika
- 1931: Mein Herz sehnt sich nach Liebe
- 1932: Es wird schon wieder besser
- 1932: Gräfin Mariza
- 1932: Das Blaue vom Himmel
- 1932: Es geht um Alles
- 1932: Die verliebte Firma
- 1932: Es war einmal ein Walzer
- 1932: Traum von Schönbrunn
- 1933: Die Blume von Hawaii
- 1933: Es war einmal ein Musikus
- 1934: Egy éj Velencében
- 1934: Helyet az öregeknek (Ende schlecht, alles gut)
- 1935: Ez a villa eladó
- 1935: Kleine Mutti
- 1935: 4½ Musketiere
- 1935: Katharina die Letzte
- 1936: Szenzáció!
- 1938: A Desperate Adventure
- 1939: Hotel Imperial
- 1940: Bitter Sweet
- 1942: Sabotageauftrag Berlin (Desperate Journey)
- 1942: Sein oder Nichtsein (To Be Or Not to Be)
- 1943: The Strange Death of Adolf Hitler
- 1943: Gefährliche Flitterwochen (Above Suspicion)
- 1944: None Shall Escape
- 1944: The Hitler Gang
- 1944: The Climax
- 1946: Tangier
- 1947: Ich kann mein Herz nur einmal verschenken (Northwest Outpost)
- 1950: Captain Carey, U.S.A.
- 1952: Die lustige Witwe (The Merry Widow)
- 1953: Houdini, der König

## Fordítás
Ez a szócikk részben vagy egészben  az   Ernö Verebes című német Wikipédia-szócikk ezen változatának fordításán alapul.  Az eredeti cikk szerkesztőit annak laptörténete sorolja fel. Ez a jelzés csupán a megfogalmazás eredetét és a szerzői jogokat jelzi, nem szolgál a cikkben szereplő információk forrásmegjelöléseként.